# Mlčení jehňátek
Mlčení jehňátek (v originále The Silence of the Lambs) je americký thriller, který režíroval Jonathan Demme. Hlavními herci filmu jsou Jodie Fosterová, Anthony Hopkins, Scott Glenn, Anthony Heald, Ted Levine a Frankie Faison. Film měl premiéru ve Spojených státech 14. února 1991. Scénář je napsán podle stejnojmenného románu Thomase Harrise. Film získal celkově pět Oscarů – nejlepší film, nejlepší režie, nejlepší herec v hlavní roli, nejlepší herečka v hlavní roli a nejlepší adaptovaný scénář.

## Děj
Clarice Starlingová, mladá agentka FBI, naváže z pověření šéfa svého oddělení Crawforda kontakt se sériovým vrahem dr. Hannibalem Lecterem, který je umístěn ve věznici se zvláštní ostrahou. Pro svou patologickou úchylku si zasloužil přezdívku „Hannibal-kanibal“ – všechny své oběti zavraždil a vždy některé jejich části snědl. Je považován za obzvlášť nebezpečného, protože je navíc i mimořádně inteligentní a jako psychiatr umí lidi analyzovat.
Agent Crawford, nadřízený agentky Starlingové doufá, že se jí podaří přimět Hannibala ke spolupráci k dopadení jiného sériového vraha, který zatím nepoznán uspokojuje své perverzní choutky. Přezdívají mu „Buffalo Bill“, protože své ženské oběti stahuje z kůže.
Starlingová odcestuje do baltimorské státní nemocnice pro psychicky narušené zločince, kde ji doprovodí ředitel vězeňského zařízení dr. Frederick Chilton k cele Lectera. Její příchod vzbudí mezi odsouzenými pozdvižení. Rozhovor s Lecterem nevede k žádnému pokroku a Starlingová odchází pryč. Když prochází kolem cely jednoho z onanujících vězňů, ten po ní hodí své sperma a potřísní jí vlasy.
Lecter je svědkem situace a zavolá ji zpátky, omluví se a vysvětlí, že se mu hnusí neslušné chování (později dotyčného vězně zavraždí – odveta). Řekne jí, ať vyhledá jeho bývalého pacienta. Tato stopa vede k odhalení garáže, kde Starlingová nalezne v lihu naloženou mužskou hlavu. Vrátí se za doktorem Lecterem a ten jí prozradí, že muž má spojitost s Buffalo Billem. Nabídne jí psychologický profil Buffalo Billa výměnou za přemístění do jiné věznice, neboť ředitele Chiltona nemůže vystát.
Lecter, který dosud odmítal spolupracovat, uzavře se Starlingovou dohodu „quid pro quo“. Za každou informaci o totožnosti Buffalo Billa mu musí vyprávět příběh ze svého života. Lecter se tak dozvídá o jejím otci, který – sám policista – byl pro ni vzorem, než byl zastřelen lupiči. Dozvídá se, jak zemřel, i to, jaké trauma si Clarice odnesla z dětství. Rozhovory v přísně střežené věznici se stávají soubojem, vedeným se vší psychologickou vynalézavostí. Když se do spárů Buffalo Billa dostane dcera senátorky Martinové Catherina, využije Lecter situaci, aby dosáhl zlepšení podmínek svého věznění. Je přeložen do provizorního vězení v Tennessee, ze kterého se mu podaří uniknout. Ještě předtím však poskytne Starlingové vodítko, které později vede k dopadení Buffalo Billa.
Starlingová studuje Lecterovy poznámky ve složce o případu (kterou mu předtím poskytla) a uvědomí si, že Buffalo Bill znal svou první oběť (Fredericku Bimmelovou) osobně. Vrah své oběti vždy svrhl do řeky, předtím jim vyřízl kůži z části těla a vložil do úst kokon lišaje smrtihlava. To symbolizuje jeho touhu po přeměně. Agentka vydedukuje, že Buffalo Bill je krejčí, který si záměrně vybíral silnější ženy, které poté nechával několik dní hladovět, aby se jim uvolnila kůže. Odjíždí do města, kde žila Bimmelová. Telefonuje Crawfordovi, že Buffalo Bill se snaží ušít z kůží zavražděných žen oblek. Crawford je v letadle a na cestě k vytipovanému místu, kde se podle něj vrah nachází. Z Lecterova svědectví a záznamů z nemocnice přišel na muže jménem Jame Gumb, jenž si zažádal o operaci – změnu pohlaví. Starlingová poté pokračuje v pátrání a zpovídá v Ohiu přítelkyni Bimmelové. Crawford a policejní komando vtrhne do prázdného domu Gumba v Illinois. Agentka Starlingová navštíví „Jacka Gordona“ a všimne si poletujícího lišaje smrtihlava, který usedne na cívky nití. Uvědomí si, že má před sebou hledaného sériového vraha. Chce jej zadržet, ale Gumb zmizí. Starlingová je nyní pod velkým tlakem, musí jej najít v jeho domácím prostředí. Všechny výhody jsou na straně protivníka. Ve sklepě narazí na Catherinu Martinovou, která je uvězněna ve studni. Gumb vypne světla a nasadí si noktovizor (zařízení umožňující vidět ve tmě). Vidí ji, jak tápe ve tmě, téměř se jí dotýká. Když Starlingová stojí zády k němu, natáhne kohoutek svého revolveru. Agentka to zaslechne a okamžitě zareaguje. Otočí se a několikrát vystřelí po zvuku. Jame Gumb je zasažen a umírá.
Během oslavy FBI po úspěšné akci dr. Lecter zatelefonuje z letiště v Bimini Starlingové a ujistí ji, že ji nechá na pokoji. Zeptá se, zda ona udělá totéž, což mu Clarice nemůže slíbit. Lecter zavěsí se slovy, že „čeká na oběd starého přítele“ a pustí se do sledování Fredericka Chiltona, který mu ve věznici působil ústrky.

## Obsazení

### Hlavní role
| Jodie Fosterová | Clarice Starlingová – mladá agentka FBI                                |
| Anthony Hopkins | Dr. Hannibal Lecter – bývalý soudní psychiatr a odsouzený sériový vrah |
| Scott Glenn     | Jack Crawford – nadřízený agent Clarice Starlingové                    |
| Ted Levine      | Jame Gumb, „Buffalo Bill“ – vrah                                       |
| Anthony Heald   | Frederick Chilton – ředitel věznice                                    |

### Vedlejší role
| Brooke Smith   | Catherine Martinová – unesená dcera senátorky Martinové |
| Kasi Lemmons   | Ardelia Mapp                                            |
| Frankie Faison | Barney Matthews                                         |
| Diane Baker    | senátorka Ruth Martinová                                |
| Charles Napier | poručík Boyle                                           |
| Danny Darst    | seržant Tate                                            |
| Alex Coleman   | seržant Jim Pembry                                      |
| Dan Butler     | Roden                                                   |
| Paul Lazar     | Pilcher                                                 |
| Ron Vawter     | Paul Krendler                                           |
| Roger Corman   | Hayden Burke                                            |
| Chris Isaak    | velitel jednotky SWAT                                   |
| Harry Northup  | pan Bimmel, otec první z obětí                          |

## Žánr
Film Mlčení jehňátek nelze žánrově přesně zařadit. Klaus Theweleit vystopoval ve své analýze několik různých rovin. Nejprve je to konvenční kriminální film s velmi působivými akčními scénami – policie pátrá po pachateli a nakonec zaznamená úspěch. Film se opírá o autentický případ, který byl rozvířen na stránkách bulvárního tisku. Atraktivní mladá žena se utkává s neméně fascinujícím představitelem zla. Je to „thriller mezi nevinností a vrcholnou zkažeností“. Dále se jedná o psychologický film. Díky svému výraznému pozorovacímu talentu Lecter rozpozná u svého protějšku momenty záměrně potlačovaných vzpomínek. „Příčinu těžké poruchy chování hledejte v dětství. Bývá spojena s násilím,“ zní Lecterova rada pro Clarice, která si během rozhovorů připomíná své vlastní trauma. Dlouhá léta ji totiž pronásledoval děsivý řev jarních jehňátek, která byla na farmě jejího strýce zabíjena a z nichž nedokázala Clarice ani jedno zachránit. Theweleit označuje tento film také jakýsi „druh výchovného románu, v němž mladý hrdina zažívá jak osobní, tak i profesní růst“. Clarice Starlingová právě ukončila školu pro agenty FBI a je konfrontována s cizím, znepokojivým a děsivým světem. Na konci filmu se Starlingová odloučí od svých tří "otců" – od vlastního pokrevního otce, od šéfa Crawforda i od Hannibala Lectera – a může se hrdě prokázat čerstvým diplomem agentky FBI. Především pak se jedná o film pojednávající o proměně. Také ostatní protagonisté prodělávají podobně jako lišajové, které chová Buffalo Bill, metamorfózu. Vězněný Lecter je na konci zase volný. Pouze Bufallo Billovi se nepodařilo „vyloupnout ze své kukly“. Theweleit dospívá k tomuto shrnutí: „Metamorfóza, o níž film pojednává, popisuje i vlastní podobu filmu. Před našima očima dochází k nepřetržité proměně od jednoho filmového žánru k druhému.“.

## Kritika
Mladé publikum může film sledovat jako napínavou zábavu a intelektuálové si ho zase mohou vychutnat jako virtuózní hru s kulturněhistorickými kódy. Kunsthistorik Heinrich Niewöhner označil film Mlčení jehňátek za „mystické perpetuum mobile“. Klec, v níž Lecter po svém přeložení sedí, připomíná Baconovy variace na portrét papeže Innocence X. Cela, v níž je umístěn na začátku filmu, se nachází hluboko pod zemí. Buffalo Bill drží své oběti v díře v zemi, a hmyz, který chová, žije ve tmě. Niewöhner spatřuje ve filmu transformaci mytického světa – perverzní sériový vrah působí jako bůh podsvětí Hádés. Jakkoliv však mohou být takové interpretace legitimní, k pochopení filmu nejsou zapotřebí.

## Tajný režisérský záměr
Režisér Jonathan Demme se soustřeďuje na představitele hlavních rolí, Jodie Fosterovou a Anthonyho Hopkinse. Jejich obličeje jsou během rozhovoru ukazovány ve velmi krátkých záběrech, protizáběrech a detailech. Demme mistrovsky buduje děj a protkává ho překvapivými zvraty. Paralelním střihem ukazuje, jak policie vtrhne do domu a zároveň jaký dramatický boj se odehrává uvnitř mezi Clarice a Buffalo Billem. Teprve na konci sekvence si divák všimne, že podlehl klamu: policie vtrhla totiž do nesprávného domu a Clarice se musí spolehnout sama na sebe.

## Ocenění
- 1991 Oscar za nejlepší film
- 1991 Oscar za nejlepší režii (Jonathan Demme)
- 1991 Oscar za nejlepší mužský herecký výkon v hlavní roli (Anthony Hopkins)
- 1991 Oscar za nejlepší ženský herecký výkon v hlavní roli (Jodie Fosterová)
- 1991 Oscar za nejlepší adaptovaný scénář (Ted Tally)
- Balkónová cena newyorských filmových kritiků, Zlatý glóbus, Cena BAFTA pro nejlepší herečku (Jodie Fosterová)